# Водяники
Водя́ники — село в Україні, у Водяницькій сільській громаді Звенигородського району Черкаської області. Є центром однойменної громади. 

## Географія
Розташоване за 17 км від районного центру — міста Звенигородка на Придніпровській височині у південній частині Лісостепу. Рельєф місцевості розчленований, порізаний численними ярами та балками. Усього на території села нараховується 19 урочищ, які з давніх-давен мають назви: «Вила», «Сотницьке», «Попове», «Будянське», «Дрисів яр», «Совин яр», «Замчище Жигмонта», «Огруд», «Литовки», «Козацьке», «Пухилове», «Осове», «Кудрі», «Комірів яр», «Чижів ліс», «Баглайкове», «Німецька слобода», «Сікалове» та «Гришеве».

## Історія
Перші поселення на території села належать до трипільської культури 4—3 тисячоліття до н. е. На околицях села розташовано близько 20 курганів епохи бронзи — раннього заліза, що входять до кола пам'яток Великого Рижанівського кургану. Скіфське городище 4 століття до н. е. було укріплене в 16—17 століттях і слугувало форпостом на південній околиці Польсько-Литовської держави. Виявлено також поселення ранніх слов'ян.
За легендою, колись, у Купальську ніч, вирішив парубок подарувати своїй дівчині цвіт папороті. Пішов у ліс і почав шукати чарівну квітку, довго шукав, поки, нарешті, не знайшов. Коли ж молодик повертався назад, чорт, який гуляє по світу в таку ніч, зачаклував хлопця, і той заснув під старезним дубом. Довго чекала дівчина на свого коханого, а потім вирушила на його пошуки. Тільки-но вона підійшла до лісу, як біля неї з'явилася сова й почала зазивати за своїм покликом. У відчаї дівчина вирішила слідувати за птахом, який і привів її до хлопчини. Злі чари миттєво розтанули, а щасливі закохані невдовзі побралися. З того часу люди почали переказувати цю легенду, а місце, де відбувалася ця історія, назвали «Совин яр», який, нібито, і став місцем заснування села Водяники.
За даними археологічних досліджень, заснування села припадає на період другої половини XIV століття. Підтвердженням цього є віднайдена у Водяниках колекція срібних монет, які, за свідченням фахівців, є джучидськими (золотоординськими). Участь цих монет у тогочасному обігу є цілком закономірною, оскільки українські землі перебували під татарським пануванням аж до кінця XIV століття. Під час обстеження земельної ділянки, де були знайдені монети, дослідниками виявлено скупчення каміння, фрагменти печини та посуду, характерного для слов'янського населення цього регіону в XIV ст. Саме серед цього каміння і було знайдено вказані монети. Виходячи з усього, виоране каміння є рештками фундаменту якоїсь тогочасної будівлі.
Обстеження місця знайдення монет металодетектором не дало результатів, тож версія, що вказані монети походять із більшого скарбу, є безпідставною. Їхня невелика кількість та місце виявлення (серед скупчення каміння) вказують на те, що вони могли бути ритуальною закладною під фундамент будівлі. Тому вони дозволяють точніше, ніж кераміка, датувати час заснування села. Наймолодша зі знайдених монет карбована максимум у 1357 році, причому поверхня її дуже затерта, що свідчить про її тривале використання, отже потрапити сюди вона могла дещо пізніше вказаного року. Серед монет відсутні такі, що карбувалися за часів ханів Бірдібека (1357—1359), Кулпи (1359) чи Навруза (1359—1360), що може пояснюватися незначною віддаленість у часі їхньої закладки від дати смерті хана Джанібека — 1357 року. Відсутність серед них монет, карбованих у Києві князем Володимиром Ольгердовичем (1362—1395), свідчить про те, що час їхньої закладки навряд чи є пізнішим за 1361 рік. Отже, зважаючи на вищезазначене, найімовірнішою датою закладки монет, а відтак заснування села Водяники, можна вважати рік, у якому правили усі три з останніх названих ханів — 1359. Незначний час їх правління та значна віддаленість ханської столиці від нашого регіону й обумовили відсутність монет саме цього року в закладці (див. «Висновок щодо результатів наукового вивчення монет, знайдених у с. Водяники Звенигородського району жителем села Яковенком Василем Петровичем та місця їх виявлення», засвідченого Гладких М. І., професором кафедри археології та музеєзнавства Київського національного університету ім. Т. Шевченка).
У першій половині січня 1654 року для приведення до присяги володарю царю та великому князю Олексію Михайловичу брацлавського полку, серед інших ґородів і у ґороді Водяники, був посланий князь Федір Барятинський.
У ґороді Водяники присягу склали: 1 сотенний отаман, 1 сотенний осавул, 163 козаки, 100 міщан.
За відому історію Водяники належали до князівств та держав:
- Київське князівство (1359—1362 рр.)
- Велике князівство Литовське (1362—1569 рр.)
- Річ Посполита (Польща) (1569—1649 рр.)
- Українська козацька держава (1649—1678 рр.)
- Річ Посполита (Польща) (1678—1794 рр.)
- Росія (1794—1917 рр.)
- Українська народна республіка (1918 р.)
- Українська соціалістична республіка (1918—1922 рр.)
- УРСР (у складі Радянського Союзу) (1922—1991 рр.)
- Україна (з 1991 р.)

Значна кількість жителів села брала участь у визвольних змаганнях Вільного Козацтва 1918–1920 років 20 століття.
Село постраждало внаслідок геноциду українського народу, проведеного окупаційним урядом СРСР 1932—1933 та 1946–1947 роках.
360 жителів села брали участь у радянсько-німецькій війні, 71 з них нагороджені орденами й медалями, 173 загинули. Під час відвоювання села загинуло 105 бійців Червоної армії, серед яких був Герой Радянського Союзу — грузин Вахтанг Чіковані, ім'ям якого згодом було названо колгосп. У 1957 році в селі споруджено два пам'ятники воїнам-визволителям і односельцям, що загинули на війні.
Станом на початок 70-х років ХХ століття в селі розміщувалась центральна садиба колгоспу імені Чіковані, за яким було закріплено 2,5 тисяч га сільськогосподарських угідь, у тому числі 1,8 тисячі га орної землі. У господарстві вирощували зернові культури і цукрові буряки. З допоміжних підприємств працювали млин, пилорама. На території села працював пункт Почапинського цукрозаводу.
Також на той час працювали середня школа, клуб, дві бібліотеки з фондом 12 тисяч книг, пологовий будинок, майстерня з пошиття одягу та взуття.
У 90-х роках XX ст. с. Водяники було відоме як спеціалізоване господарство по вирощуванню овець.

## Населення
Згідно з переписом УРСР 1989 року чисельність наявного населення села становила 965 осіб, з яких 407 чоловіків та 558 жінок.
За переписом населення України 2001 року в селі мешкала 771 особа.

### Мова
Розподіл населення за рідною мовою за даними перепису 2001 року:
| Мова       | Відсоток |
| ---------- | -------- |
| українська | 99,61 %  |
| російська  | 0,39 %   |

## Сучасність
У селі діє дві церкви — Миколаївська і Вознесіння Господнього. Остання була освячена 4 січня 2009 року патріархом київським і всієї Руси-України Філаретом. Церква збудована за сприяння уродженця села, голови Черкаської обладміністрації Черевка О. В.
Свято-Вознесенський храм — максимально наближена копія козацької церкви 17 століття. Різьблений іконостас, виконаний у стилі українського бароко, зовсім не має позолоти, що також відповідає тому часу. Простоту убранства доповнюють старовинні ікони, писані на дошках.
У селі побудовано і діє найпотужніший в Європі завод для глибокого заморожування фруктів та ягід.
На початку січня 2008 у Водяниках відкрито гірськолижний розважальний комплекс.

## Відомі люди
У 1852 році в селі народився Станіслав Грудзинський — відомий польський письменник (1852—1884).
У 1949 році народився Гордій Микола Васильович - Заслужений працівник сільського господарства, директор ПОСП  "Уманський тепличний комбінат", депутат Уманська міська рада та Уманська районна рада восьми скликань.
У 1959 році у Водяниках народився Черевко Олександр Володимирович — заслужений економіст України, доктор економічних наук. Голова Черкаської обласної державної адміністрації, губернатор Черкащини (2005—2010), ректор Черкаського національного університету імені Б. Хмельницького (з 2015 року).
Тут побачила світ майстриня килимарства Холопцева Ганна Василівна.

## Галерея

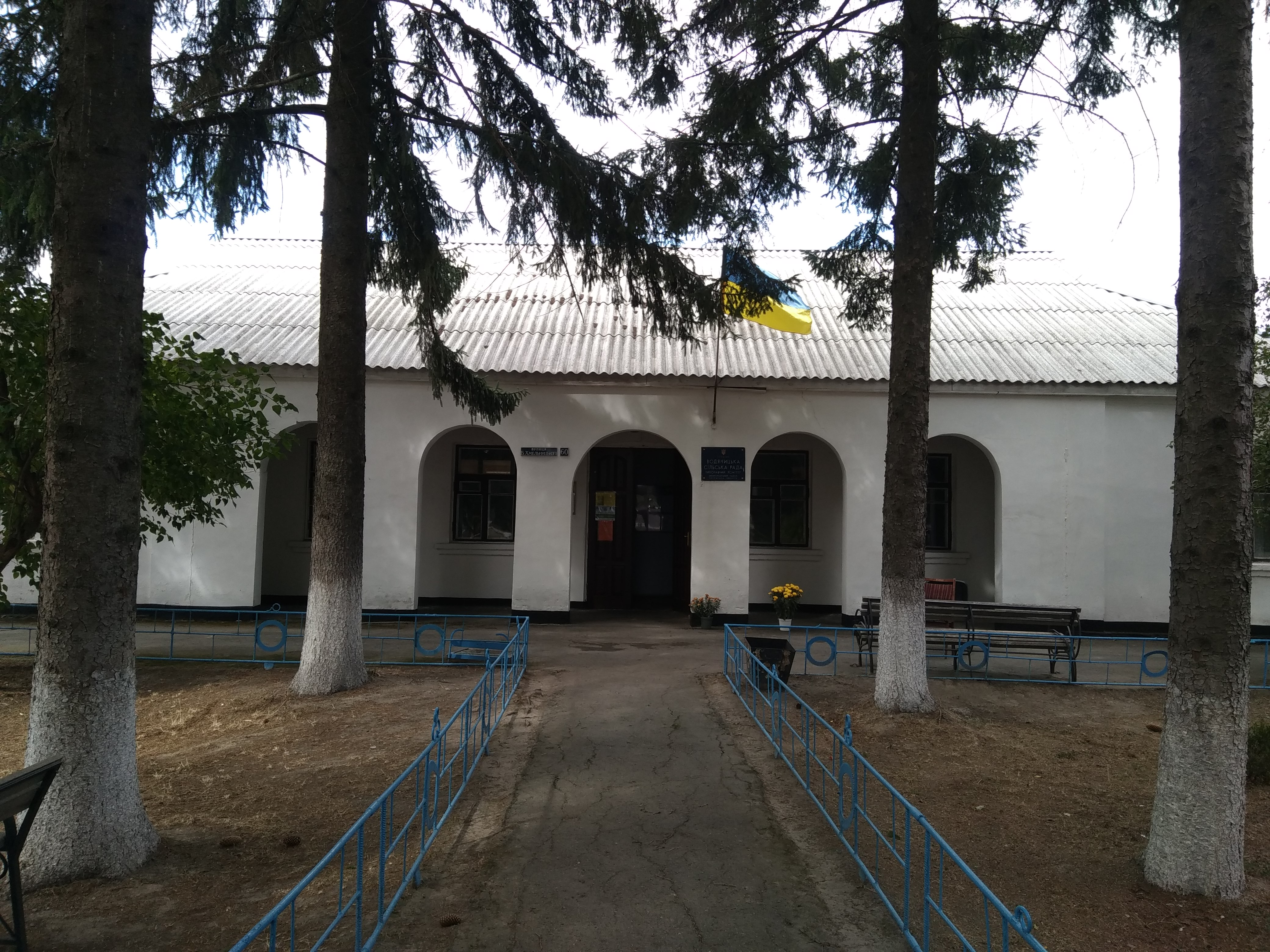
Сільрада
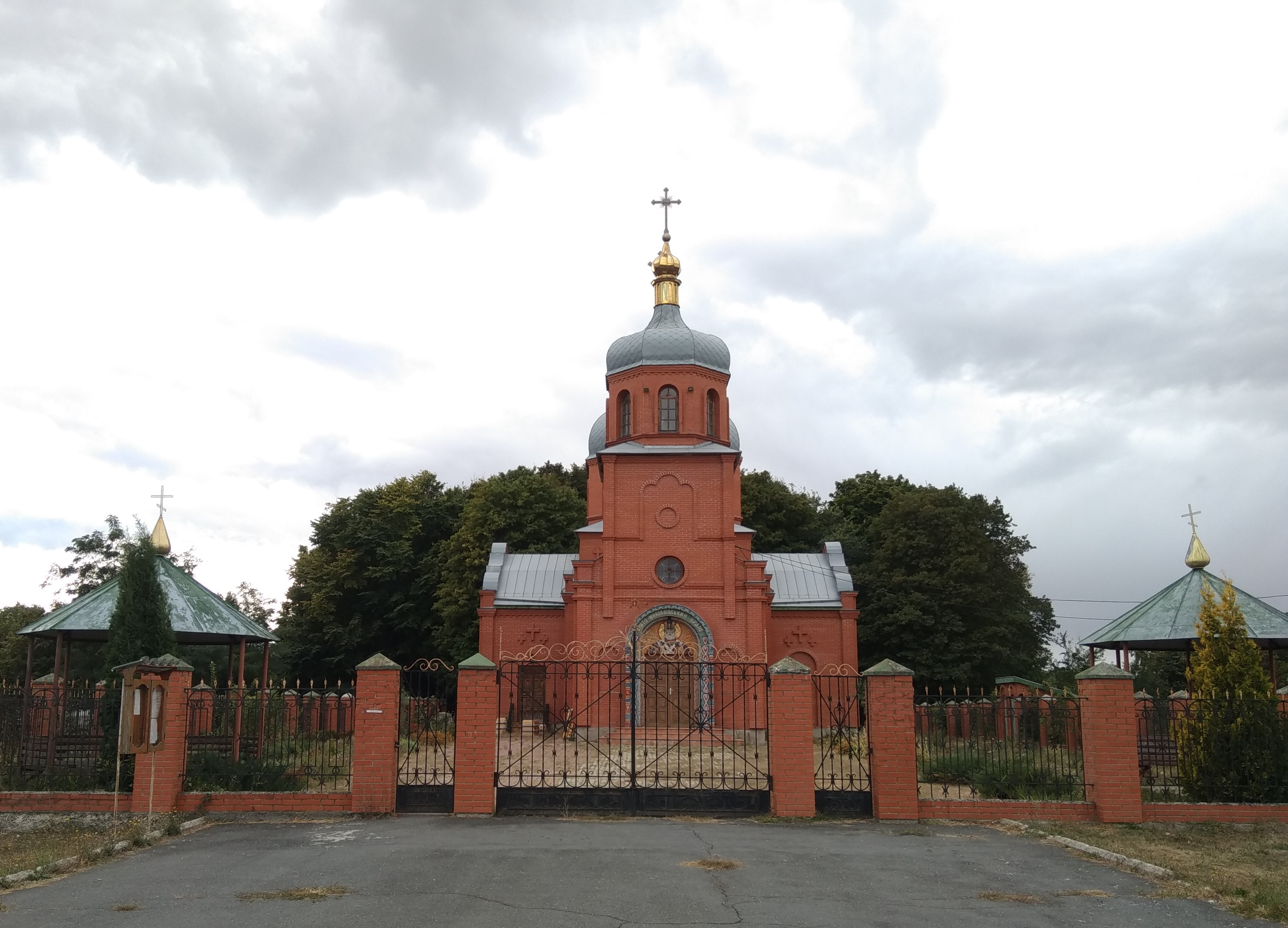
Миколаївська церква
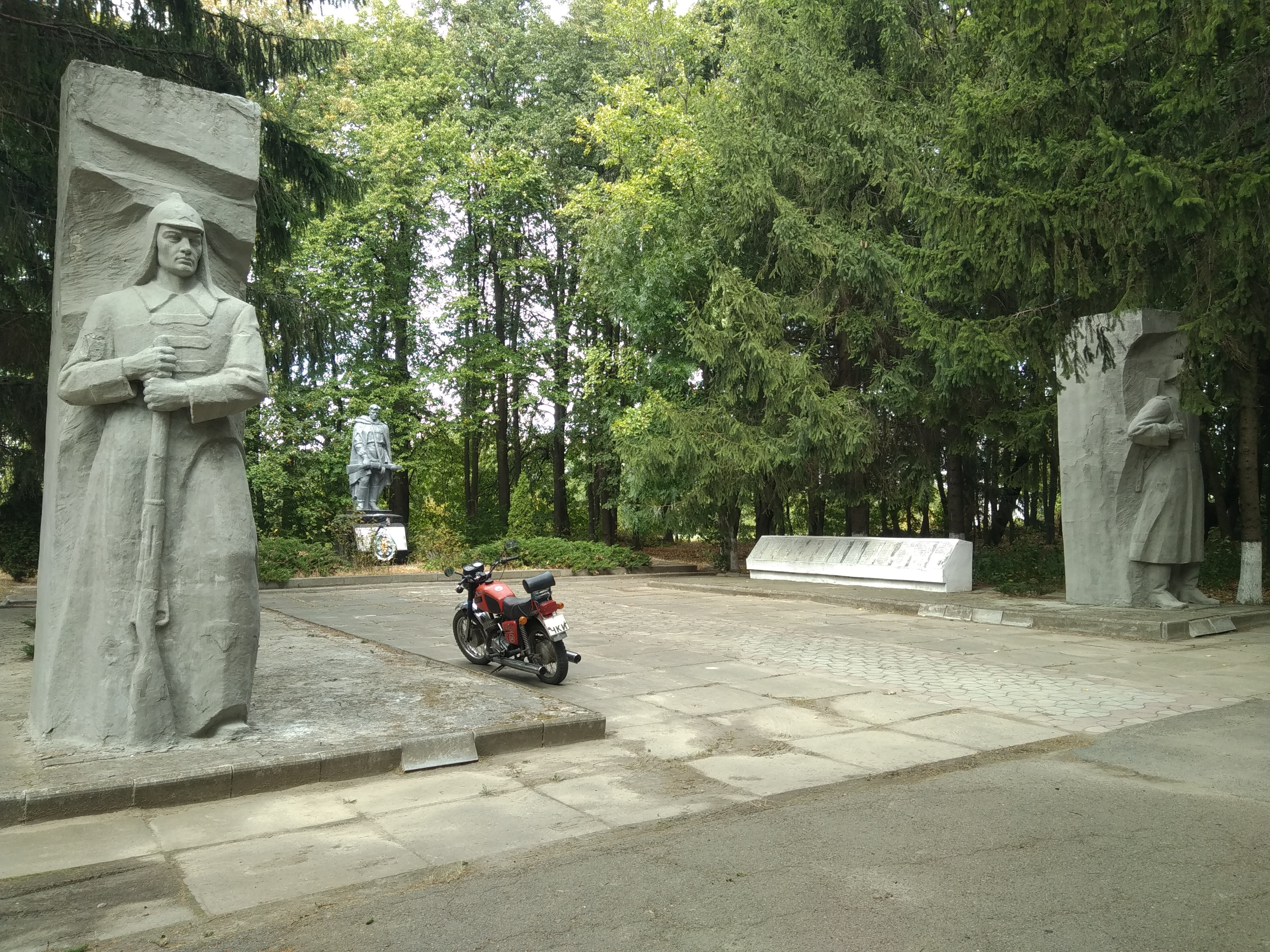
Братська могила радянських воїнів
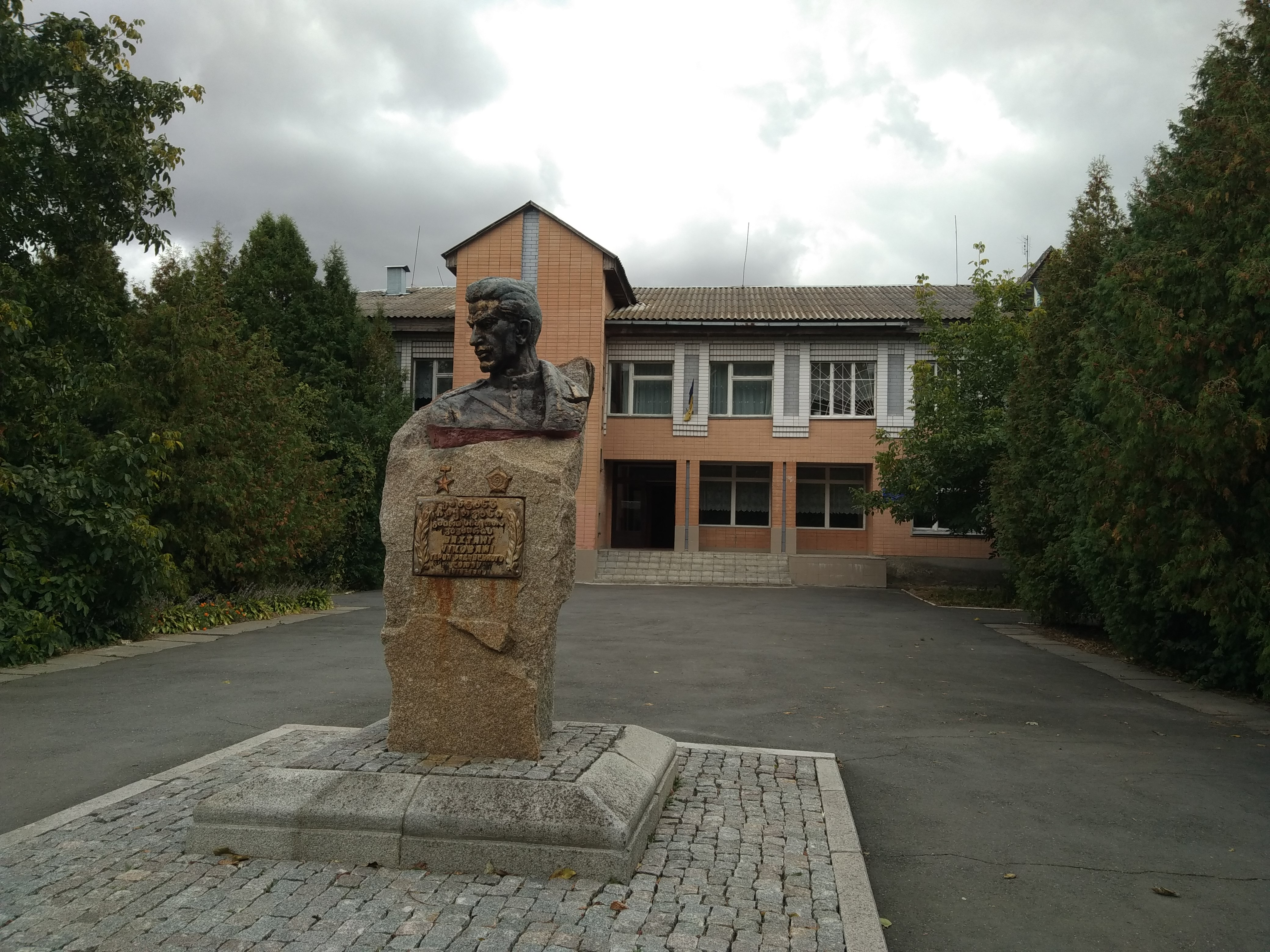
Пам'ятник Вахтангу Чіковані перед будівлею НВК